# Гичкин, Геннадий Павлович
Гичкин Геннадий Павлович (18 января 1942, Ульяновск — 24 февраля 2016, Москва) — советский и российский военачальник, генерал-полковник (14.11.1992).

## Биография
Родился в семье военнослужащего. Русский. Отец погиб на фронте Великой Отечественной войны.
В Советской армии с 1959 года. В 1962 году окончил Ульяновское военное училище связи имени Г. К. Орджоникидзе. Службу проходил в должностях командира телефонного взвода, взвода радиостанции, учебного взвода в Группе советских войск в Германии.
В 1971 году окончил Военную академию связи имени С. М. Будённого, назначен заместителем командира батальона по технической части. Затем занимал должности офицера и старшего офицера управления связи Московского военного округа. С 1977 года по 1982 год — начальник отдела управления связи Московского военного округа, заместитель начальника войск связи Московского военного округа.
Окончил в 1984 году Военную академию Генерального штаба Вооружённых Сил СССР имени К. Е. Ворошилова. С 1984 года — начальник войск связи — начальник управления связи штаба Забайкальского военного округа. В 1986—1988 годах — заместитель начальника штаба Главного командования Войск Дальнего Востока — начальник войск связи Главного командования Войск Дальнего Востока.
С 1988 года по 1992 год последовательно занимал должности председателя научно-технического комитета Управления начальника связи Вооружённых Сил СССР, заместителя начальника связи по специальным вопросам Вооружённых Сил СССР, начальника штаба — первого заместителя начальника Связи Вооружённых Сил СССР, с 1991 года — начальника Связи Объединенных Вооруженных Сил Содружества Независимых Государств — заместителя начальника Генерального штаба ОВС СНГ.
С июля 1992 года по июнь 1997 год — начальник Связи Вооружённых Сил Российской Федерации — заместитель начальника Генерального штаба Вооружённых Сил Российской Федерации. С июля 1997 года — в отставке.
С 1997 года работал генеральным директором российско-американского совместного предприятия «GlоbаlТеl», специализирующегося на обеспечении услуг космической связи (дочернее предприятие компании «Ростелеком» и международного спутникового консорциума «GlоbаlStаr»). Академик Международной академии связи.
Скончался 24 февраля 2016 в Москве. Похоронен на Троекуровском кладбище (участок 25).

## Награды
- Орден «За военные заслуги»
- Орден Красной Звезды
- Медали
- «Заслуженный связист Российской Федерации» (28.09.1993)[3]

иностранные награды
- Медаль «Братство по оружию» (Польша, 1990)
- Медаль «40 лет Победы над гитлеровским фашизмом» (Болгария, 16.05.1985)
- Медаль «За боевое содружество» (Куба)